# Bibiana Aído
Bibiana Aído Almagro (ur. 2 lutego 1977 w Alcalá de los Gazules) – hiszpańska polityk, w latach 2008–2010 minister równouprawnienia.

## Życiorys
Absolwentka zarządzania przedsiębiorstwem na Uniwersytecie w Kadyksie, kształciła się również na Northumbria University. Pracowała w resorcie kultury rządu wspólnoty autonomicznej Andaluzji, będąc przedstawicielem tego ministerstwa w prowincji Kadyks. Została działaczką Hiszpańskiej Socjalistycznej Partii Robotniczej (PSOE), do której wstąpiła w 1995, a także członkinią jej regionalnej organizacji młodzieżowej JSA.
W kwietniu 2008 została ministrem równouprawnienia w drugim rządzie José Luisa Zapatero. Urząd ten sprawowała do października 2010, kiedy to doszło do likwidacji resortu. Objęła wówczas nowo utworzone stanowisko sekretarza stanu do równouprawnienia w ministerstwie zdrowia, polityki społecznej i równouprawnienia, które zajmowała do lipca 2011. Odeszła z administracji rządowej w związku z nominacją na specjalną doradczynię dyrektor wykonawczej ONZ Kobiety Michelle Bachelet.
Odznaczona Krzyżem Wielkim Orderu Karola III (2010).